# Blondie (groupe)
Pour les articles homonymes, voir Blondie.
Blondie est un groupe américain de rock, originaire de New York. Il est formé en 1974 par Deborah Harry et Chris Stein. Pionnier de la scène punk new yorkaise des années 1970, le groupe devient célèbre pour son mélange électrique de styles musicaux intégrant des éléments disco, pop, rap, reggae tout en conservant une base new wave.
Blondie se sépare après la sortie de son sixième album studio, The Hunter en 1982. Debbie Harry continue en solo avec plus ou moins de succès. Le groupe se reforme en 1997 et retrouve le succès avec un single, Maria, qui devient numéro 1 au Royaume-Uni en 1999.
Le groupe effectue des tournées à travers le monde durant les années suivantes.
Blondie compte plus de 40 millions d'albums vendus dans le monde,. En 2017, le groupe sort un onzième album studio intitulé Pollinator. Parmi leurs plus grands succès, on peut notamment citer Heart of Glass, Call Me, The Tide Is High, One Way or Another ou encore Atomic.

## Biographie

### Débuts (1974–1978)

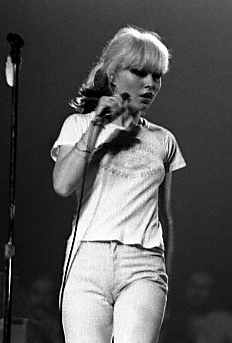
Debbie Harry sur scène en 1977 à Toronto, au Canada.

Au début des années 1970, Chris Stein cherche à rallier un groupe. En 1973. il rejoint The Stilettos comme guitariste. Il a une relation amoureuse avec l'une des chanteuses du groupe, Debbie Harry, ancienne serveuse. En 1975, Chris et Debbie forment un groupe avec le bassiste Fred Smith (qui rejoindra ensuite Television), puis sont renforcés par les batteur Clem Burke, claviériste Jimmy Destri et bassiste Gary Valentine. Initialement appelé Angel and the snake. le groupe est renommé Blondie à la fin 1975. Le nom vient des chauffeurs de camions qui interpellaient Debbie Harry : « Hey Blondie!,.
À partir de 1974, le groupe fait partie intégrante de la scène punk new-yorkaise en gestation, même si leur musique est plus proche de la pop. Avec Television ou les Ramones, c'est l'un des premiers groupes à s'être produit sur la scène du CBGB new-yorkais et au Max's Kansas City, où Debbie a aussi été serveuse, implanté au 213 Park Avenue South dans le quartier d'Union Square.
Blondie obtient son premier contrat avec Private Stock Records au début de l'année 1976 et sort son premier single, X-Offender, le 17 juin. Son premier album sobrement intitulé Blondie est publié en décembre 1976. Le groupe est choisi par David Bowie et Iggy Pop pour faire la première partie de ce dernier lors de sa tournée américaine. Le premier succès commercial du groupe a lieu en Australie en 1977, grâce à la vidéo de In the Flesh, face B du single X-Offender. Burke explique ce succès en disant que cette chanson est « un précurseur de la ballade ». En 1977, Frank Infante remplace Gary Valentine, il passe ensuite à la guitare après l'arrivée en 1978 de Nigel Harrison à la basse.
En février 1978, Blondie sort son deuxième album, Plastic Letters, enregistré sans Gary Valentine, qui a quitté le groupe. Le premier single est Denis, une reprise de 1963 du groupe Randy and the Rainbows. Le single atteint la seconde place des classements britanniques. La tournée qui suit au Royaume-Uni est un succès. Gary Valentine est alors remplacé par Franck Infante (guitare, basse) ; peu de temps après, Nigel Harrison (guitare, basse) rejoint le groupe, qui devient ainsi formé de six membres.

### Succès (1978–1981)

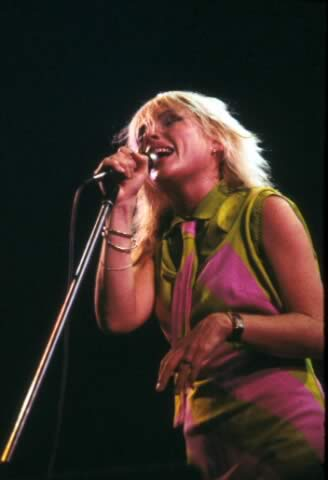
Deborah Harry, leader du groupe, en concert à New York le 25 juillet 1979.

Parallel Lines, le troisième album du groupe, produit par Mike Chapman, devient son plus grand succès avec 20 millions d'albums vendus dans le monde. Le premier single de l'album est Picture This (no 12 au Royaume-Uni), le deuxième est Hanging on the Telephone (no 5 au Royaume-Uni). Mais c'est avec le troisième single, Heart of Glass que le groupe va connaître un véritable succès commercial à travers le monde. Le titre se hisse en tête des classements américains en avril 1979. La chanson est accompagnée d'un clip vidéo qui met en vedette Debbie Harry et lui procure un statut de célébrité. Le single suivant aux États-Unis est le titre One Way or Another alors qu'au Royaume-Uni c'est Sunday Girl qui est choisi, Sunday Girl devient no 1 des classements britanniques. Parallel Lines est classé 140e dans le classement du magazine Rolling Stone des 500 plus grands albums de tous les temps.
Le quatrième album du groupe, Eat to the Beat, paraît en octobre 1979. Il est bien accueilli par la critique et les singles Atomic, Dreaming et Union City Blue qui en sont extraits sont des succès. Le single suivant de Blondie, Call Me, est le fruit d'une collaboration de Debbie Harry avec l'auteur-compositeur et producteur italien Giorgio Moroder, qui est à l'origine des plus grands succès de Donna Summer. La chanson ne figure pas sur un album studio du groupe, mais elle est le thème principal de la bande originale du film American Gigolo. Le single sort en février 1980 et devient un énorme hit dans le monde entier.
En novembre 1980, Blondie sort son cinquième album studio, Autoamerican,. Celui-ci contient les deux hits The Tide Is High, une reprise d'une chanson de 1967 du groupe The Paragons, et Rapture qui fut la première chanson contenant du rap à se hisser en haut des classements.

### The Hunteret séparation (1981–1982)
Après son succès de 1978-1980, Blondie fait une pause pendant laquelle Debbie Harry et Jimmy Destri sortent chacun un album solo. Le groupe se retrouve toutefois en 1981 pour enregistrer et sortir l'année suivante The Hunter. Contrairement à ses succès antérieurs, The Hunter est mal reçu et les deux singles de l'album (Island of Lost Souls et War Child) ont un succès modéré : War Child se classe 39e des classements britanniques.
Des tensions naissent au sein du groupe en raison du déclin commercial et de la focalisation de la presse sur Debbie Harry, les autres membres du groupe étant ignorés. La rupture est proche lorsque Chris Stein apprend qu'il est atteint de la maladie de Pemphigus qui peut parfois être mortelle. Son manager ayant disparu et la situation financière du groupe devenant critique, les tensions entre les membres s'aggravent, ainsi que la maladie de Stein.
Blondie annule sa tournée et annonce finalement sa rupture en août 1982. Chris et Debbie restent cependant ensemble et Debbie doit vendre sa maison pour rembourser les dettes accumulées par le groupe. Elle décide finalement quelque temps plus tard de mettre fin à sa relation avec Chris Stein. C'est toutefois en collaboration avec ce dernier que Debbie relance sa carrière solo en 1986 avec l'album Rockbird. Pendant ce temps, Burke devient batteur de session à la demande en jouant un temps avec le groupe Eurythmics. Jimmy Destri, quant à lui, devient producteur et musicien de studio.
En 1982, l'année de la séparation, Blondie a au total sorti six albums studio, chacun présentant une progression stylistique par rapport au précédent. Le groupe est connu non seulement pour le personnage de Debbie sur scène, mais aussi pour ses performances vocales et ainsi que pour la variété des styles du groupe allant de la musique pop au punk tout en embrassant le disco, la new wave et le hip-hop.

### Retour etNo Exit(1997–2007)
Pendant les années 1980 et 1990, la musique de Blondie commence d'être de nouveau reconnue par une nouvelle génération de fans et d'artistes tels que Madonna et Gwen Stefani. Chrysalis et EMI Records publient également plusieurs compilations du groupe. Debbie Harry continue sa carrière solo après la séparation du groupe, ce qui a contribué à garder le groupe dans l'œil du public. En 1990, Debbie réunit Stein et Burke pour une tournée d'été. En 1996, Chris Stein et Debbie Harry commencent le processus de réunification de Blondie et reprennent contact avec les membres du groupe : Burke, Destri et Valentine. Cependant Nigel Harrison et Franck Infante ne participent pas à la réunification et tentent en vain de poursuivre le groupe pour l'empêcher de se reformer sous le nom Blondie. En 1997, le groupe est reformé, une tournée internationale est organisée à la fin 1998 et début 1999 avec Deborah Harry, Chris Stein, Clem Burke, et Jimmy Destri.
Un nouvel album No Exit est publié en février 1999, et est décrit par Jimmy Destri comme « 15 chansons à propos de rien ». Le groupe est maintenant un quatuor composé de Debbie Harry, Chris Stein, Clem Burke et Jimmy Destri, Gary Valentine n'a pas joué sur l'album mais a coécrit deux chansons. Le premier single Maria est devenu un énorme succès, exactement vingt ans après le tube Heart of Glass. En 2000, Paul Carbonara (guitare) et Leigh Foxx (guitare basse) rejoignent le groupe. Ils sortent ensuite l'album The Curse of Blondie en octobre 2003 avec le single très dansant Good Boys. En 2004, Jimmy Destri prend sa retraite, laissant Harry, Stein et Burke.
En 2005, un nouveau coffret best of CD/DVD, intitulé Greatest Hits: Sight + Sound, est publié et atteint la 48e place des classements britanniques.
Blondie joue en tête d'affiche à la tournée Road Rage Tour avec The New Cars en 2006, publiant une reprise de la chanson More than This de Roxy Music

### 30 ans deParallel LinesetPanic of Girls(2008–2011)

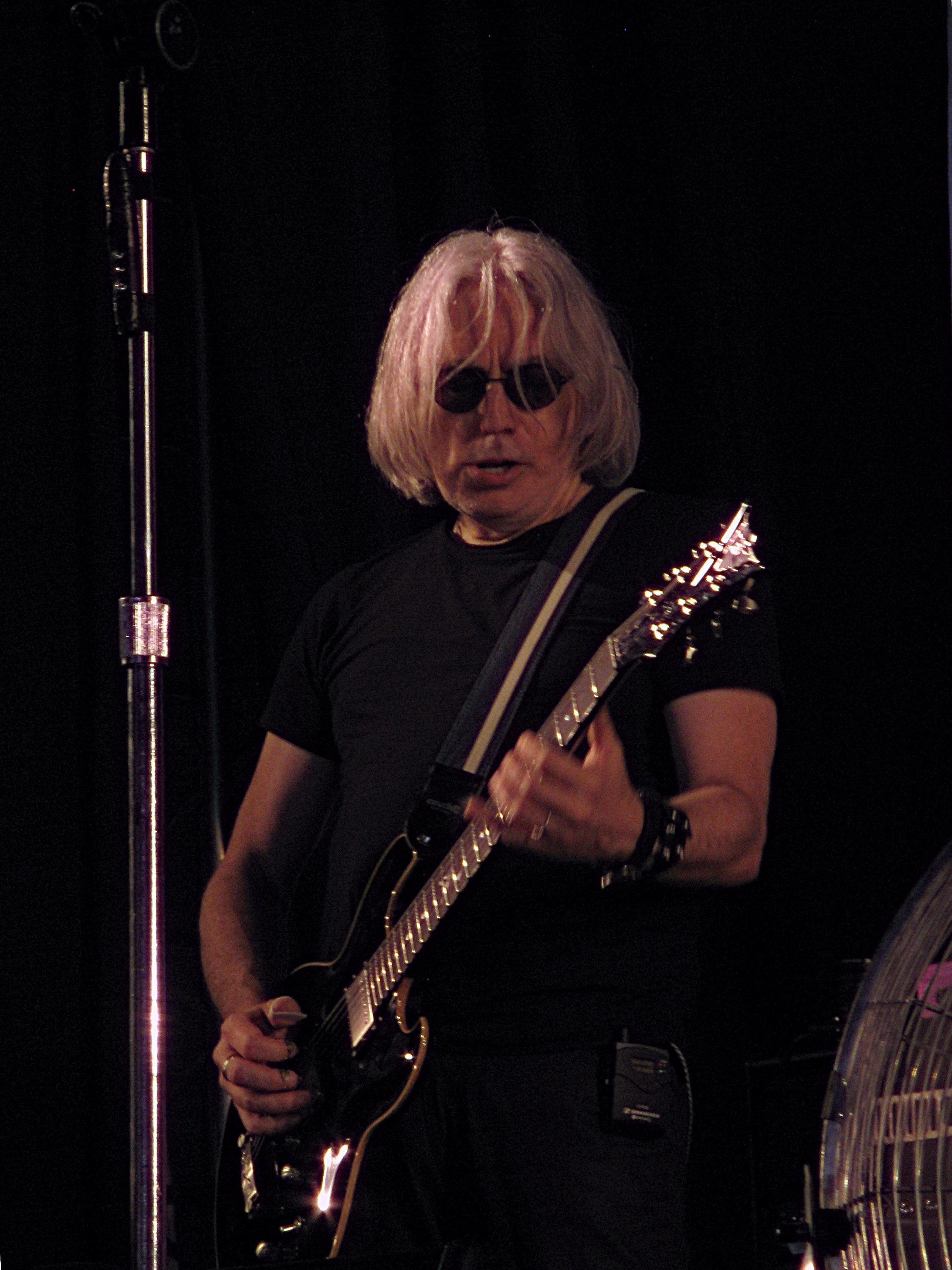
Chris Stein, guitariste et cofondateur de Blondie, en concert le 15 juillet 2011 à Lichtenvoorde aux Pays-Bas.

Le 5 juin 2008, Blondie commence une tournée mondiale pour célébrer les trente ans de son mythique album Parallel Lines avec des concerts américains mais également à partir de juillet, des concerts en Israël, au Royaume-Uni, en Russie, en Scandinavie et d'autres pays en Europe. Après cette tournée ainsi qu'une autre tournée d'été en 2009, le groupe commence des sessions d'enregistrement pour son neuvième album avec le producteur Jeff Stazman à Woodstock, à New York. En décembre 2009, le groupe sort la vidéo We Three Kings pour coïncider avec les vacances de Noël.
Le groupe est de retour en 2011, trente-six ans après sa formation, avec un nouvel album intitulé Panic of Girls, « très Woodstock », d'après le batteur Clem Burke. L'album contient 11 titres plus divers inédits suivant les pays. Le premier single extrait de cet album est Mother. Le succès se joue surtout en live puisque Blondie fait la tournée des continents pendant l'été 2011. Le second single de l'album est What I Heard.

### 40 ans,Ghosts of DownloadetPollinator(depuis 2012)

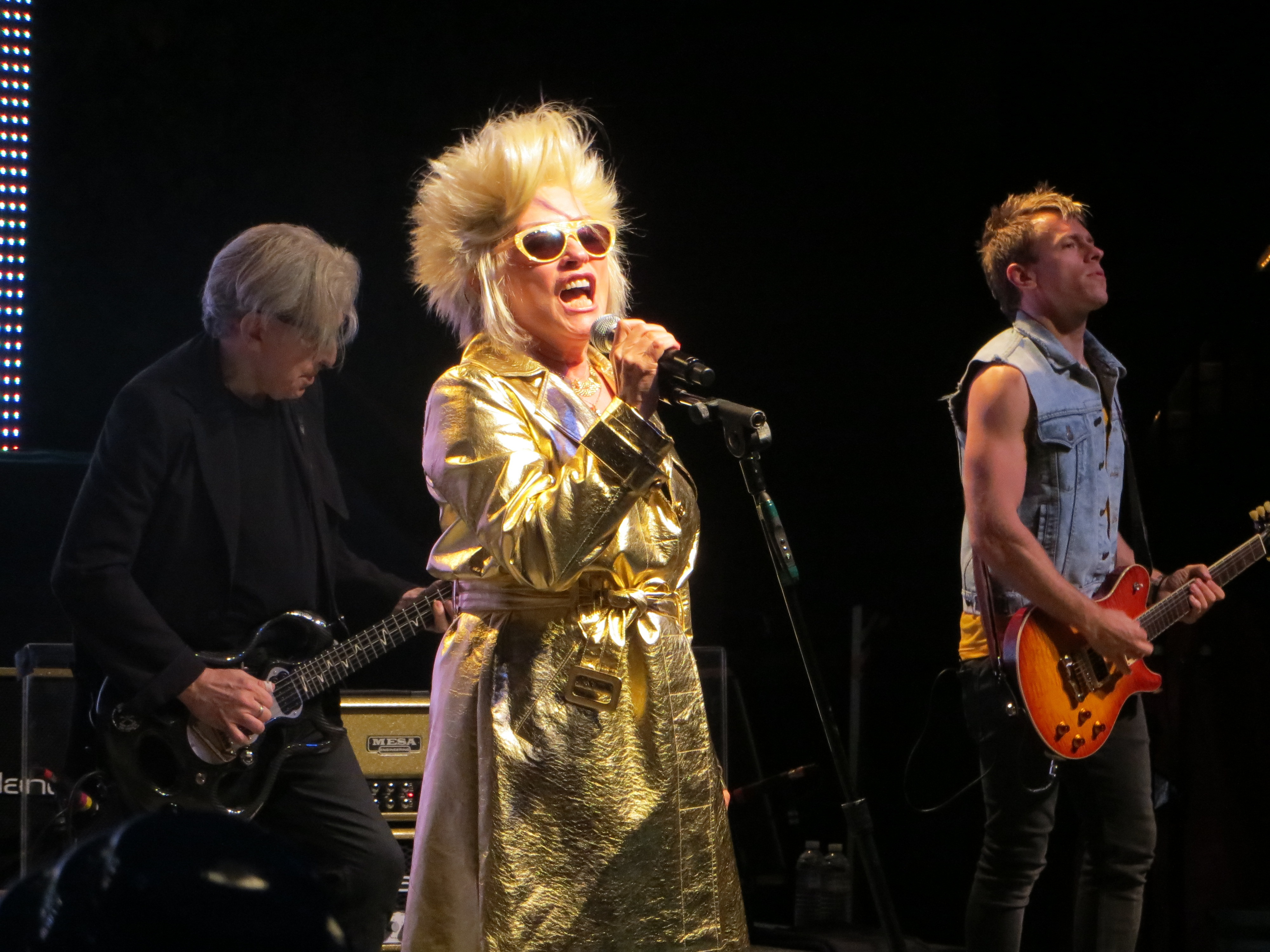
Chris Stein, Debbie Harry, et Tommy Kessler au Mountain Winery de Saratoga, en Californie, en 2012.

Le 12 mai 2014, Blondie fête ses 40 ans de carrière en sortant le coffret Blondie 4(0) Ever composé d’une compilation de ses classiques ré-enregistrés et d’un nouvel opus baptisé Ghosts of Download. Ce disque accueille notamment Beth Ditto (Gossip). Sa sortie s'accompagne d'une nouvelle tournée.
En 2015, les membres Harry et Stein participent avec The Gregory Brothers à un webisode de la série Songify the News, où ils parodient les débats des élections présidentielles de 2016 aux États-Unis. En mars 2017, le magazine Mojo annonce un onzième album, Pollinator, pour le 5 mai 2017. L'album est enregistré au Magic Shop de SoHo, à New York, et fera participer à l'écriture David Sitek, Johnny Marr, Sia, Charli XCX, et Dev Hynes.

## Reprises
De nombreux artistes et groupes rendent hommage à Blondie, dont le duo britannique Erasure qui reprend Heart of Glass et Rapture (1997), puis Atomic (tout au long de sa tournée de 2018), ou encore le groupe Sleeper qui reprend Atomic pour la bande originale du film Trainspotting.
En 2004, le groupe Me First and the Gimme Gimmes reprend la chanson Heart of Glass sur son album Ruin Jonny's Bar Mitzvah. En 2006, le groupe Nouvelle Vague reprend la chanson Heart of Glass sur son deuxième album, Bande à part. Cette même année, le groupe Freedom for King Kong reprendra aussi le titre Heart of Glass sur son album Issue de ce corps. En 2009, le groupe Superbus reprend également Heart of Glass sur la réédition de son quatrième album Lova Lova. La même année, le groupe Franz Ferdinand reprend Call Me dans la compilation War Child: Heroes. Toujours en 2009, le groupe In This Moment reprend Call Me sur le CD Bonus The Ultra Violet Edition de l'album The Dream. Lors de la deuxième saison de L'École des stars, Léo Rispal, alors âgé de neuf ans, interprète Heart of Glass.
En 2010, Sabrina Salerno et Samantha Fox reprennent Call Me dans le mini-album du même nom. En 2013, le groupe anglais One Direction reprend le tube One Way or Another afin de récolter des fonds pour une association caritative.

## Membres

### Membres actuels
- Debbie Harry – chant (1975–1982, depuis 1997)
- Chris Stein – guitare, basse (1975–1982, depuis 1997)
- Leigh Foxx – basse (session et tournée : 1997–2004 ; depuis 2004)
- Matt Katz-Bohen – claviers, piano (depuis 2008)
- Tommy Kessler – guitare (depuis 2010)

### Anciens membres
- Fred Smith – basse (1974-1975)
- Billy O'Connor – batterie (1974-1975 ; décédé en 2015)
- Jimmy Destri – claviers, piano, synthétiseur, chœurs (1975–1982, 1997–2004)
- Gary Valentine – basse, guitare (1975–1977, 1997)
- Frank Infante – guitare, basse, chœurs (1977–1982)
- Nigel Harrison – basse (1978–1982, 1997)
- Paul Carbonara – guitare, chœurs (1997–2010)
- Kevin Patrick (alias Kevin Topping) – claviers, piano, backing vocals (2003-2007)
- Jimi K Bones – guitare (2003)
- Clem Burke - batterie, percussions, choeurs (1975-1982) et (1997-2025) mort le 7 avril 2025

## Discographie

### Albums studio
- 1976 : Blondie
- 1977 : Plastic Letters
- 1978 : Parallel Lines
- 1979 : Eat to the Beat
- 1980 : Autoamerican
- 1982 : The Hunter
- 1999 : No Exit
- 2003 : The Curse of Blondie
- 2011 : Panic of Girls
- 2014 : Blondie 4(0) Ever (Greatest Hits Deluxe Redux / Ghosts of Download)
- 2017 : Pollinator

### Albums live
- 1997 : Picture This Live
- 1999 : Live (États-Unis) / Livid (Royaume-Uni)
- 2004 : Live by Request
- 2010 : At the BBC

### Compilations sélectives
- 1981 : The Best of Blondie
- 1991 : The Complete Picture: The Very Best of Deborah Harry and Blondie
- 1993 : Blonde and Beyond
- 1994 : The Platinum Collection
- 1995 : Remixed Remade Remodeled (The Remix Project)
- 1998 : Picture This – The Essential Blondie Collection
- 1998 : Atomic: The Very Best of Blondie
- 2002 : Greatest Hits
- 2009 : Singles Collection: 1977–1982
- 2022 : Against The Odds 1974-1982

### Singles
- 1976 : X-Offender
- 1976 : In the Flesh
- 1977 : Rip Her to Shreds
- 1977 : Denis
- 1978 : (I'm Always Touched by Your) Presence, Dear
- 1978 : Picture This
- 1978 : I'm Gonna Love You Too
- 1979 : Hanging on the Telephone
- 1979 : Heart of Glass
- 1979 : Sunday Girl
- 1979 : One Way or Another
- 1979 : Dreaming
- 1979 : Union City Blue (1979)
- 1980 : The Hardest Part (1980)
- 1980 : Atomic
- 1980 : Call Me
- 1981 : The Tide Is High
- 1981 : Rapture
- 1982 : Island of Lost Souls
- 1982 : War Child
- 1998 : Maria
- 1999 : Nothing is Real But the Girl
- 1999 : No Exit
- 2003 : Good Boys
- 2011 : Mother
- 2011 : What I Heard
- 2013 : A Rose by Any Name (avec Beth Ditto)
- 2013 : Sugar on the Side (avec Systema Solar)
- 2014 : I Want to Drag You Around
- 2017 : Fun
- 2017 : Long Time
- 2017 : Too Much
- 2017 : Doom or Destiny (avec Joan Jett)